# Barthélemy Grossmann
Pour les articles homonymes, voir Grossmann.
Barthélemy Grossmann, né le 30 octobre 1981 à Genève en Suisse, est un acteur, réalisateur, scénariste et producteur de cinéma suisse.

## Biographie
Barthélemy Grossmann passe son enfance à Aubonne dans le canton de Vaud en Suisse. À quinze ans, il quitte le pays vaudois pour venir à Paris avec la ferme intention de travailler dans le cinéma. Il prend des cours de comédie, fait un peu de théâtre, apparaît dans plusieurs courts métrages et tient des petits rôles dans des séries télévisées comme Les Monos, La Crim' ou Léa Parker.
Barthélemy Grossmann a étudié l'art dramatique avec Jack Waltzer de l'Actor Studio. Il a également suivi les master class de Fernand Chaffard [réf. souhaitée].
Après avoir réalisé un premier court métrage, Tôt ou tard, en 2005, il dirige son premier long métrage 13 m², l’histoire d’une bande de petits malfrats qui sont obligés de se cacher dans une planque de 13 m² après l’attaque d’un fourgon blindé. Cette expérience met à rude épreuve leur amitié et pose question sur leur motivation. Dans ce thriller à huis clos, il joue le rôle principal auprès de Youssef Hajdi, Lucien Jean-Baptiste et Bérénice Béjo.
En 2017, il réalise la série Exposed pour la chaîne Blackpills.

## Filmographie

### Acteur

#### Cinéma
- 2007 : 13 m² de Barthélemy Grossmann : José
- 2009 : Verso de Xavier Ruiz : Sébastien

#### Courts métrages
- 2002 : 24 heures/20 euros de Florent Weil & Gaël Cabouat
- 2002 : Arrêt sur image de Maxime Kermagoret
- 2003 : Cash cash de Gaël Cabouat
- 2004 : Dernière chance de Gaël Cabouat
- 2004 : Monsieur Lombard de Gaël Cabouat
- 2005 : Mille soleils de Mathieu Vadepied : Thierry
- 2005 : Tôt ou tard de Barthélemy Grossmann
- 2007 : Excusez-moi de Lucas Fabiani et Axel Philippon
- 2007 : Eclipse de Gaël Cabouat
- 2008 : V 10.47 de Fred Eldar Gasimov
- 2009 : Hasta la vista Fanfan d'Anissa Bonnefont : le réalisateur
- 2011 : En attendant 6 heures de Cheyenne Corre : Marco
- 2015 : J'marche pas en arrière de Barthélémy Grossmann

### Réalisations
- 2005 : Tôt ou tard (court-métrage)
- 2007 : 13 m²
- 2015 : J'marche pas en arrière (court-métrage)
- 2022 : Arthur, malédiction

### Scénarios
- 2003 : Dernière chance de Gaël Cabouat (court-métrage)
- 2005 : Tôt ou tard de Barthélemy Grossmann (court-métrage)
- 2007 : 13 m² de Barthélemy Grossmann
- 2015 : J'marche pas en arrière de Barthélémy Grossmann (court-métrage)

### Productions
- 2003 : Dernière chance de Gaël Cabouat (court-métrage)
- 2005 : Tôt ou tard de Barthélemy Grossmann (court-métrage)
- 2007 : 13 m² de Barthélemy Grossmann
- 2009 : Hasta la vista Fanfan d’Anissa Bonnefont

### Télévision

#### Séries télévisées

##### Acteur
- 2003 : Les Monos, épisode L'esprit d'équipe de Thierry Redler : Marc
- 2005 : La Crim', épisode Le jour des morts de Denis Amar : Morales
- 2005 : Vénus et Apollon, épisode Soin miroir de Cécile Berger
- 2006 : Léa Parker, épisode En immersion de Jean-Pierre Prévost : Stéphane Verdier
- 2007 : R.I.S Police scientifique, épisode Cœur à vif de Klaus Biedermann : Pablo Gomez
- 2015 : American Dream de Barthélémy Grossmann : Jimmy (En post-production)

##### Réalisations
- 2013 : No Limit, 2 épisodes :
  - Diamants de sang
  - Infiltration
- 2014 : Lascars, 12 épisodes :
  - La Hass
  - Miami I’am
  - Frites Fight
  - Shit kebab
  - Wesh Side Story
  - Le fils de l’homme
  - Yo mama
  - El Bledardo
  - Nora à tout prix
  - Le Ter-Ter
  - Le grand jour
  - Korean barbaque
- 2015 : American Dream
- 2017 : Exposed

#### Scénarios
- 2014 : Lascars, saison 2
- 2015 : American Dream
- 2017 : Exposed

## Théâtre
- 2003 : Pour un oui ou pour un non de Nathalie Sarraute, mise en scène Barthélémy Grossmann, en Suisse

## Distinctions

### Nomination
- 2008 : César du meilleur espoir masculin pour 13 m²

### Récompense
- 2014 : Prix de la meilleure série Festival de la fiction TV de La Rochelle pour Lascars (Canal+)